# Oda Gasinzigwa
Oda Gasinzigwa (1 de agosto 1966) é uma funcionária pública e política ruandesa. Nascida na Tanzânia como refugiada, foi educada no Instituto de Gestão do Desenvolvimento em Mzumbe e depois trabalhou durante oito anos no Banco Nacional de Comércio em Dar es Salaam. Quando o genocídio no Ruanda terminou em 1994, ela mudou-se para Kigali e trabalhou com vários ministérios para melhorar a economia e a liderança das mulheres.
Em 2016, foi eleita para servir na Assembleia Legislativa da África Oriental (EALA). Ela cumpriu dois mandatos na sua comissão administrativa e trabalhou na legislação para dar autonomia administrativa e financeira à organização, melhorar a segurança e as relações pacíficas na região e sincronizar os acordos comerciais.
Tendo completado o seu mandato na EALA em 2022, tornou-se presidente da Comissão Eleitoral Nacional do Ruanda em 2023. Para harmonizar os processos eleitorais no Ruanda com os dos outros países membros da Comunidade da África Oriental, ela propôs que as eleições presidenciais e parlamentares no país seja realizada ao mesmo tempo. A sua proposta foi aprovada pelo Gabinete e pelo Parlamento de Ruanda e a constituição foi modificada para que as eleições de 2024 fossem realizadas simultaneamente para o poder executivo e para o poder legislativo.
Gasinzigwa é a segunda filha de uma família de oito pessoas. Ela obteve o bacharelado em Administração Governamental Local pelo Instituto de Gestão do Desenvolvimento em Ruzube, Tanzânia. Casou-se em 1992 e é mãe de quatro filhos.